# Ridículos
Ridículos MTV foi um programa de televisão brasileiro produzido pela Paradiso Pictures e exibido pela MTV entre 2016 e 2017. Trata-se da versão brasileira do humorístico americano Ridiculousness, exibido pela MTV americana desde 2011. Era apresentado pelo ator Felipe Titto, na companhia da modelo Ellen Milgrau e do jornalista Hugo Gloss.

## O programa
O programa apresenta várias videocassetadas virais da internet, as quais são assistidas e comentadas pelos apresentadores e um convidado famoso em alguns episódios. Os produtores do programa e a MTV não aceitam vídeos enviados pelos telespectadores e transmitem um aviso antes e depois de cada episódio, que, devido à natureza perigosa das acrobacias exibidas, qualquer tentativa de envio de vídeo para o programa será descartada sem ser vista.

## Produção
O programa foi anunciado oficialmente em abril de 2016, junto com a versão mexicana, como parte da expansão do formato para algumas partes do mundo. As gravações ocorreram em maio de 2016, nos estúdios da Viacom em Miami, na Flórida. A estreia aconteceu em 7 de junho. Em agosto, a MTV confirmou a segunda temporada, as gravações aconteceram entre agosto e setembro. A estreia aconteceu em 27 de setembro e o último episódio foi ao ar em 24 de janeiro de 2017.

## Episódios
| Temporada | Temporada | Episódios | Exibição original      | Exibição original     |
| Temporada | Temporada | Episódios | Estreia da temporada   | Final da temporada    |
| --------- | --------- | --------- | ---------------------- | --------------------- |
|           | 1         | 15        | 7 de junho de 2016     | 30 de agosto de 2016  |
|           | 2         | 15        | 27 de setembro de 2016 | 24 de janeiro de 2017 |

## Exibição internacional
O programa foi exibido internacionalmente em Portugal, Angola e Moçambique, através da MTV Portugal, a partir de 29 de novembro de 2016.